# Мис Футя
Футя (крим. Futâ; також Султанка) — скелястий мис-скеля, що нагадує носа корабля, на узбережжі Гурзуфа, в Ялтинському районі Автономної Республіки Крим.

## Опис
Висота — 40 метрів. Невеликий скелястий мис, що виступає в морі на артеківському березі.
З берегом скелю з'єднує 17-метровий міст, збудований за проектом засновника курорту Володимира Березіна.
Серед артеківців «Лазурного» табору традиційно тут проводяться творчі конкурси «альтернативних» проектів та малюнків «Замку мистецтв». У минулі роки артеківські загони ходили на скелю, нині доступ туди закрито.

## Назва
Справжнє ім'я мису — Футя. На картах краєзнавця І. Бєлянського позначений як Суу́к-Су́, Суву́к-Су́в (крим. Suvuq Suv).
Історично скеля мала багато топонімічних назв: Футя, Варда, Яволар, Ява, Султанка.
В російських джерелах — скеля Пушкіна та скеля Шаляпіна.
І. К. Айвазовський зобразив на своєму полотні Пушкіна, що стоїть на цій скелі над бурхливим морем.
Ім'я Федора Шаляпіна до мису «приклеїлося» лише в 1917 р. Сталося це після того, як співак придбав його у власниці курорту Суук-Су Ольги Соловйової. Шаляпін планував збудувати на мисі «замок мистецтв», але проект так і не було реалізовано.

## Історія
У 2004 (2005-му) році на скелі знімалися матеріали для відеокліпу на пісню Лариси Долиної «Квіти під снігом» (реж. Федір Бондарчук).
Після російської окупації Криму окупаційна адміністрація табору «Артек» під прикриттям чиновників міносвіти росії безжально спотворює природно-історичний ландшафт. За їхніми планами скелю накриють величезним бетонним кільцем на високих палях, де буде оглядовий майданчик.